# Michael Marinov
Michael S. Marinov (* 4. Juli 1939 in Moskau; † 17. Januar 2000 in Haifa) war ein sowjetisch-israelischer Physiker.
Marinov studierte an der Lomonossow-Universität mit dem Abschluss in Physik 1962 und wurde 1968 am Institut für Theoretische und Experimentelle Physik (ITEP) bei Isaak Pomerantschuk promoviert (Phänomenologie der Wechselwirkung von Teilchen mit Spin). Er gehörte zu denjenigen, die die Prüfung des Theoretischen Minimums bei Lew Landau persönlich absolvierten. Er war 1969 bis 1979 Senior-Mitglied des ITEP und musste danach aus politischen Gründen diese Position aufgeben. Für acht Jahre arbeitete er auf dem Bau und nebenher als Übersetzer wissenschaftlicher Literatur und gab Hochschulkurse für weitere politisch verfolgte Studenten. 1987 konnte er mit seiner Familie nach Israel auswandern, wo er zunächst am Racah-Institut der Hebräischen Universität in Jerusalem war und von 1988 bis zu seinem Tod Professor am Technion in Haifa.
Er befasste sich insbesondere mit Quantenfeldtheorie und Anwendungen des Pfadintegrals. Mit Berezin verfolgte er eine Beschreibung von Teilchen mit Spin im Hamiltonformalismus der klassischen Mechanik mit Grassmann-Variablen und mit Terentyev wandte er Pfadintegrale auf Gruppenmannigfaltigkeiten an. Zuletzt befasste er sich insbesondere mit Pfadintegralen in komplizierten Geometrien und beim quantenmechanischen Tunnelprozess.
Er war verheiratet und hatte zwei Töchter.

## Schriften
- Path integrals in quantum theory: An outlook of basic concepts, Physics Reports, Band 60, 1980, S. 1–57
- mit M. V. Terentyev Dynamics on the group manifold and the path integral, Fortschritte der Physik, Band 27, 1979, S. 511–545
- Kohärente Wechselwirkung hochenergetischer Teilchen mit Kernen, Moskauer Institut für Physikingenieurwesen 1972 (russisch)